# Lip (Mbven)
Pour les articles homonymes, voir Lip (homonymie).
Lip est une localité du Cameroun située dans la région du Nord-Ouest et le département du Bui. Elle fait partie de la commune de Mbiame.

## Localisation
Le village de Lip est situé à environ 45 km de Bamenda, le chef-lieu de la Région du Nord-Ouest et à 250 km de Yaoundé la capitale du Cameroun. 

## Population
Lors du recensement de 2005, on y a dénombré 1 716 habitants dont 907 hommes et 809 femmes.

## Éducation
Il y a une école primaire Lip GS construite en 1974 et une école maternelle Lip GNS construite en 2009.

## Santé
Il y a un centre de santé depuis 2006.